# Gina Bellman
Gina Bellman (10 de julio de 1966, Auckland) es una actriz británica nacida en  Nueva Zelanda que ha conseguido su mayor fama por la interpretación del papel de Sophie Devereaux en la serie Leverage.

## Biografía
Gina es hija de padres judíos de origen ruso y polaco que emigraron a Nueva Zelanda procedentes del Reino Unido en la década de los 50 del siglo XX, Gina regresó con su familia a Inglaterra a la edad de 11 años.
En 1997 comenzó a salir con el cineasta Nick Broomfield sin embargo la relación terminó ese mismo año.
Salió con el actor Sam Rockwell.
En julio de 2005 se casó con Lucho Brieva. El matrimonio duró un año y se divorciaron en 2007.
En septiembre de 2013 se casó con Zaab Sethna, a quien había conocido en 2008 tras rodar el piloto de Leverage. La pareja tiene una hija nacida el 20 de noviembre de 2009.

## Trayectoria artística
Interpretó a Euridice en la serie El Narrador de Cuentos.
Después de dos episodios en la serie de televisión Grange Hill en 1984, adquirió popularidad por su actuación en el drama Blackeyes de Dennis Potter, una actuación que incluía el aparecer en topless en varias escenas a lo largo del drama. 
La serie causó gran controversia en su momento. Algunos críticos afirmaban que se trataba de algo sórdido y explotación por parte de la televisión] de una obra de teatro, mientras que otros aclamada como una obra del genio de Potter.
La publicidad generada ciertamente atrajo la atención del público sobre la actriz, y se convirtió en un trampolín para su carrera posterior, con títulos televisivos como Waking the Dead, Jonathan Creek, Mussolini, Little Napoleons, y una aparición en Only Fools and Horses, y Hotel Babilon.
Gina Bellman también ha aparecido en varias películas como Rey David con Richard Gere y Edward Woodward, Sitting Ducks, Married/Unmarried y Sevens Days to Live.
En 2007 coprotagonizó con James Nesbitt la serie para la BBC Jekyll, una versión moderna de El extraño caso del Dr. Jekyll y Mr. Hyde. Su mayor popularidad se debe a su participación en la serie de la TNT "Leverage".

## Filmografía

### Series de televisión
| Año       | Título          | Personaje        | Notas               |
| --------- | --------------- | ---------------- | ------------------- |
| 2017      | Emerald City    | Karen Chapman    | 5 episodios         |
| 2003      | Waking the Dead | Frannie Henning  | 2 episodios         |
| 2008-2012 | Leverage        | Sophie Devereaux | Personaje principal |

## Premios y nominaciones
| Año  | Categoría                             | Premio       | Serie    | Resultado |
| ---- | ------------------------------------- | ------------ | -------- | --------- |
| 2011 | Best Supporting Actress on Television | Saturn Award | Leverage | Nominada  |
| 2010 | Best Supporting Actress on Television | Saturn Award | Leverage | Nominada  |